# La Mujer Muerta
La Mujer Muerta é um alinhamento montanhoso pertencente à serra de Guadarrama (serra do sistema Central, Espanha), que está dentro da província de Segovia (Castela e Leão). Este cordão montanhoso está na zona central da serra de Guadarrama, unido ao alinhamento principal desta serra pela serra Minguete (2024 msnm), uma montanha localizada no limite das províncias de Segovia e Madri, no extremo norte do vale de Fuenfria e ao oeste do porto da Fuenfria.

## Características
A Mujer Muerta estende-se de oeste-sudoeste a este-nordeste ao longo de uns 11 km, e em sua linha de cimeiras há montanhas que superam os 2 100 metros de altitude. O pico mais alto da serra é La Pinareja, com 2 197 metros. Existem outras cimeiras como o Montão de Trigo (2 161 m), Penha do Urso (2 196 m), o Pico de Pasapán (2 005 m) e o Monte Carmocho (1 933 m). À metade ocidental desta serra conhece-lha também como a Serra do Quintanar.
A Pinareja é a cimeira que forma a cabeça da Mujer Muerta, seguindo a linha de cimeiras chegamos ao peito, sobre o que tem as suas mãos, Penha do Urso, e a terceira cimeira, que formaria os pés, seria o Pico de Pasapán.

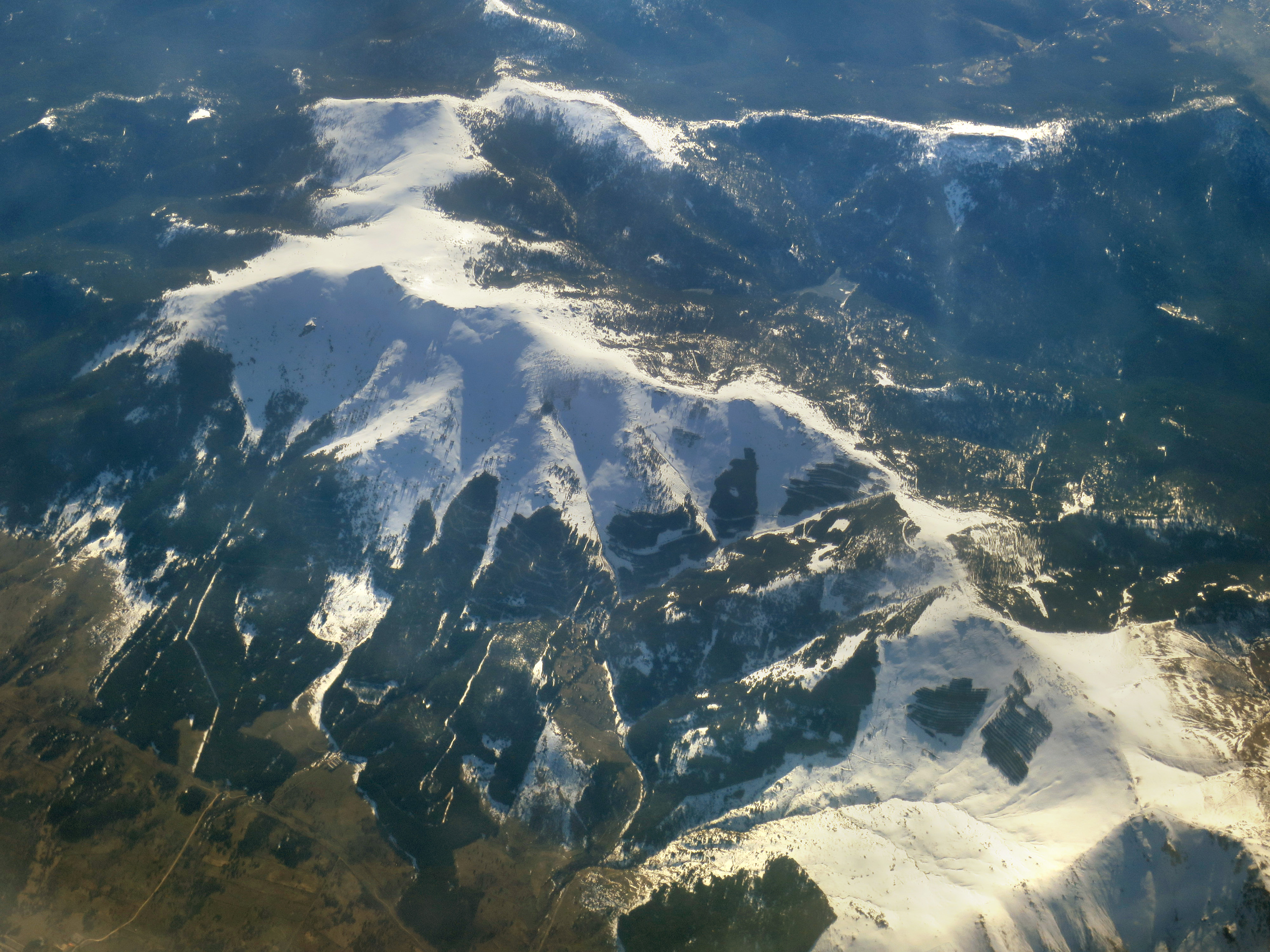

Na vertente sudeste da La Mujer Muerta está o vale do rio Moros, uma zona coberta por espessos bosques de pinheiro silvestre. Este tipo de bosque também o há na vertente leste da serra, a qual está dentro do vale de Valsain. A uma altura superior a 1 900 metros, abundam os roquevales e as pradarias alpinas salpicadas de matas baixas de alta montanha.
Os vales que se estendem nas ladeiras destas montanhas são os mais extensos da serra de Guadarrama ao superar ligeiramente as 400 ha. Nas duas vertentes existem estes roquevales característicos das cimeiras, no entanto no face noroeste descem até os 1 500 metros em algumas zonas.

## Lendas
Várias lendas tentam explicar este nome, La Mujer Muerta, topónimo que se dá ao conjunto de montes de La Pinareja, Penha do Urso e Pico de Pasapán, que formando um destacado cordal e visto desde a planície segoviana tomada a aparente forma de uma mulher tombada, a dormir ou morta, coberta por um veú e com os braços entrecruzados. Muitas coincidem em que essas montes são o resultado da transformação que se experimentou o corpo de uma donzela que morreu de mal de amores quando o seu cavaleiro partiu para a guerra, esquecendo cumprir a promessa de voltar junto a ela.
Segundo isto, o cume da Pinareja corresponde à frente da mulher tombada, a cume de Penha o Urso corresponde às mãos que tem cruzadas sobre o seu ventre, o Pico de Pasapán corresponde aos pés, o Pico Majada Pielera junto com o Monte Carmocho correspondem com a parte baixa dos pés.
Uma lenda com tons pastorais relata o amor da bela filha de um granjeeiro e um pastor das cercanias. Este ao crer ver em outro pastor um possível rival, cego de ira e inveja matou-o, e acabou ao mesmo tempo com o objeto dos seus desejos. Poucos dias depois, no meio de uma terrível tempestade, a Terra tremeu e apareceu como por milagre esses grandes montes rochosos, que receberam esse nome.
Outra lenda, mais guerreira e menos romântica relata as lutas pela chefia que levaram a cabo dois irmãos, filhos do recentemente falecido chefe de uma tribo que vivia na então extensa planície. A mãe de ambos, que não queria ver aquela luta fratricida, ofereceu sua vida aos deuses a mudança da paz para os seus filhos e assim se cumpriu. Depois de uma grande tormenta, apareceu o corpo da mãe em forma de grande montanha, imagem que os filhos reconheceram e imediatamente pararam a luta.
Por último, uma terceira lenda indica que, em tempos remotos, dois cavaleiros se disputaram o amor da mesma mulher e começaram uma luta até à morte; a mulher, tentando separá-los, interpôs-se entre eles enquanto lutavam e foi atravessada pelas espadas dos dois pretendentes. Depois da sua morte, durante a noite desencadeou-se uma terrível tempestade que modelou os montes próximos com água e vento para formar a figura da mulher assassinada.

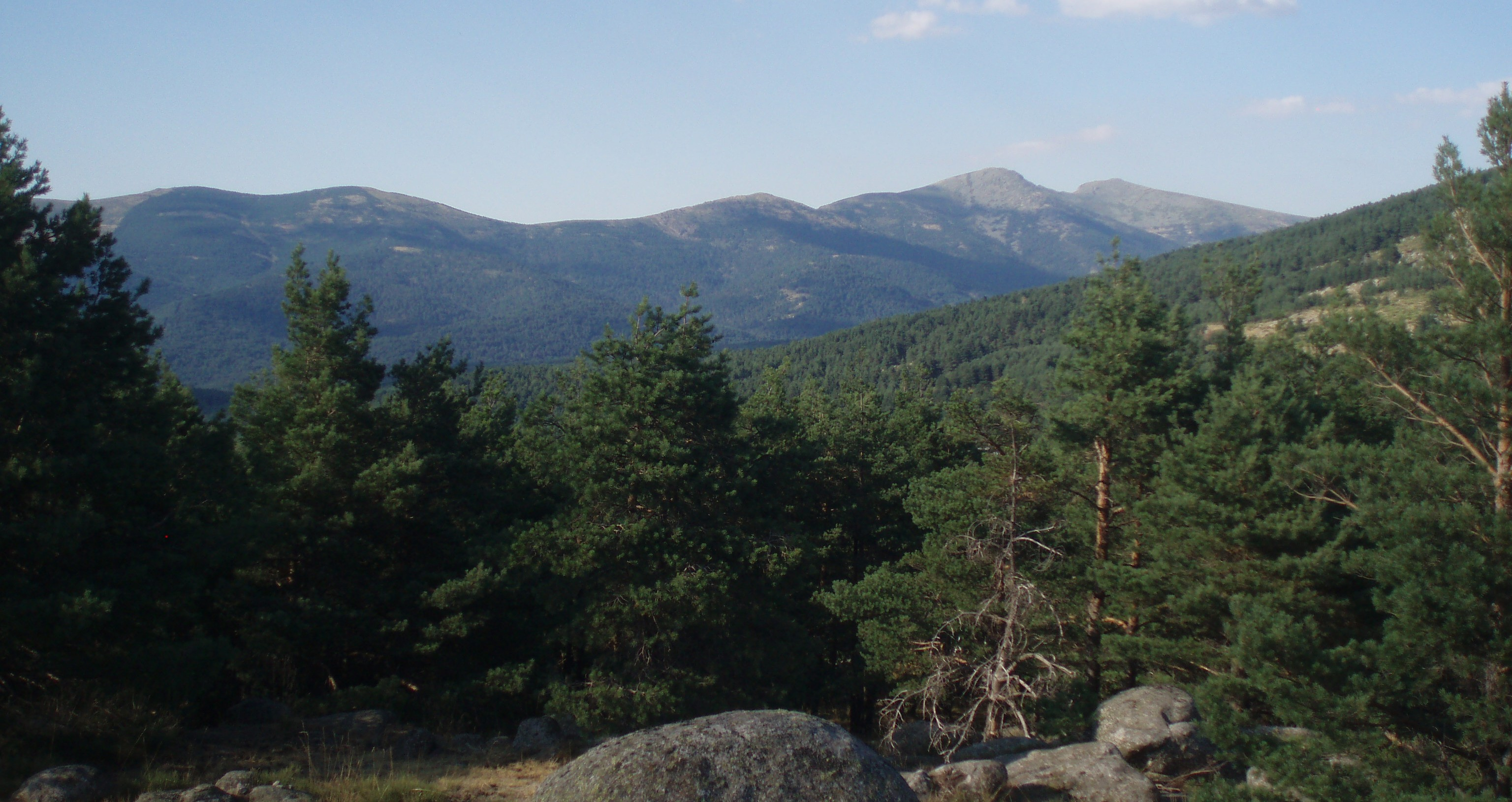
Caro sudeste da zona oriental da Mulher Morrida com o vale do rio Moros em frente.
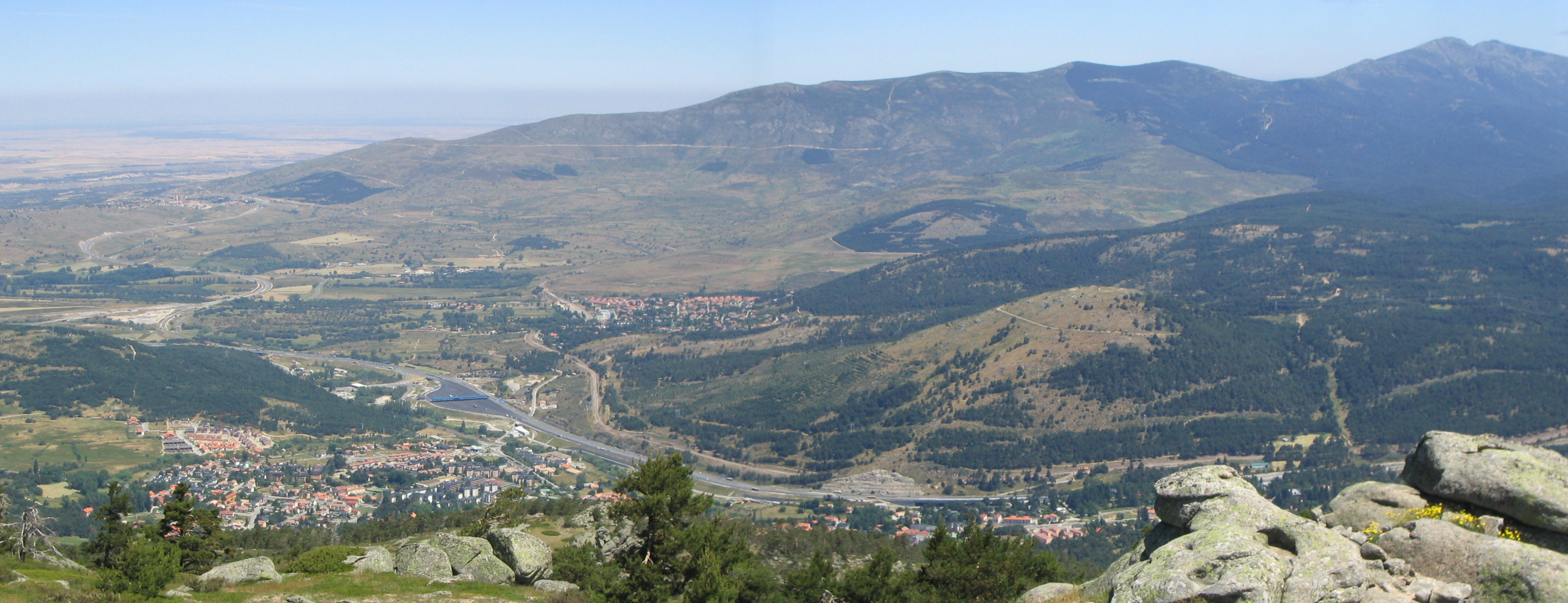
Caro sudeste da zona ocidental do cordal montanhoso, conhecida como Serra do Quintanar.
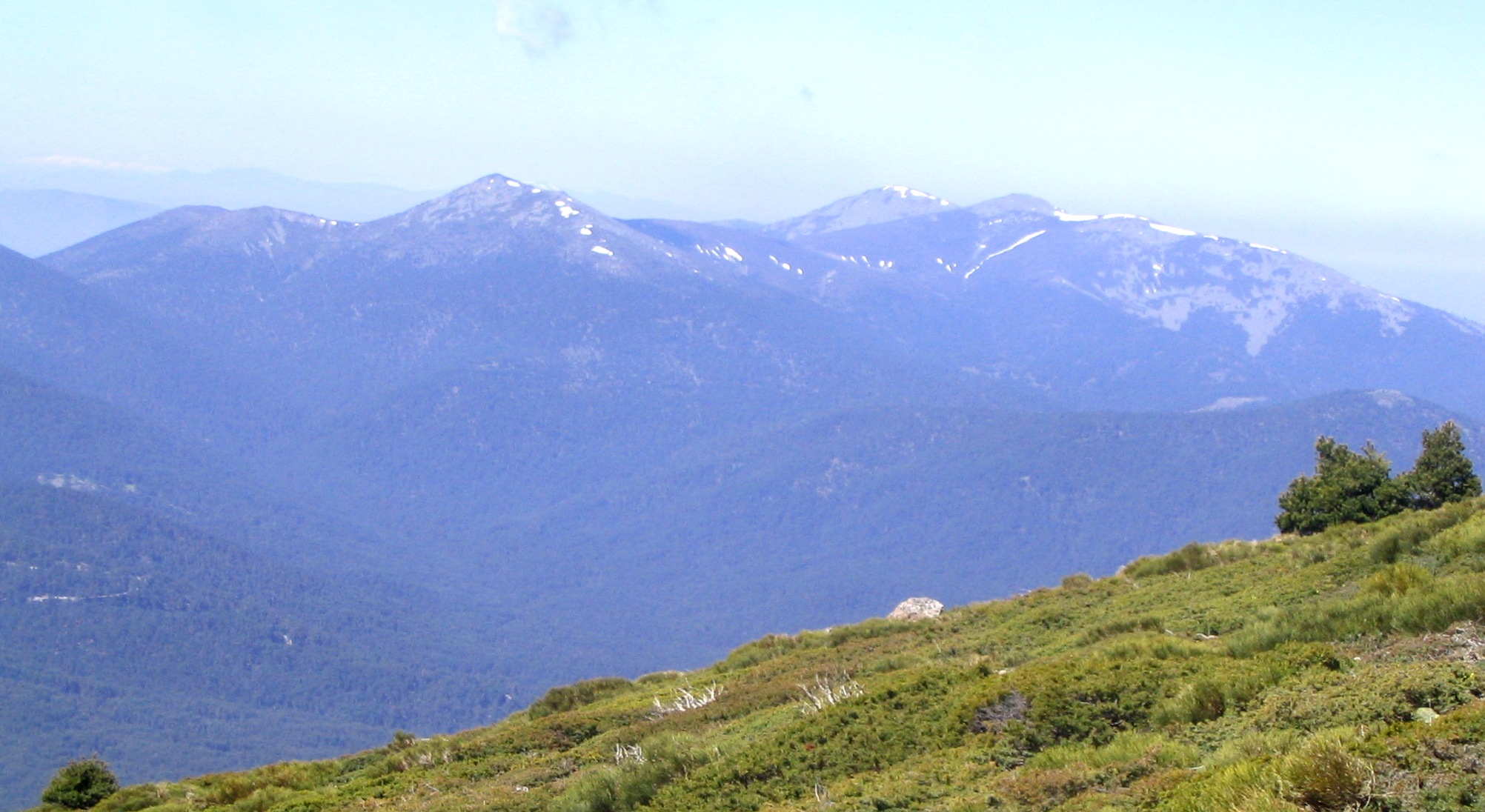
La Mujer Muerta vista desde as imediações da cimeira de Peñalara. Desde esse lugar não se aprecia a famosa silhueta que dá nome a este ramal da serra de Guadarrama.
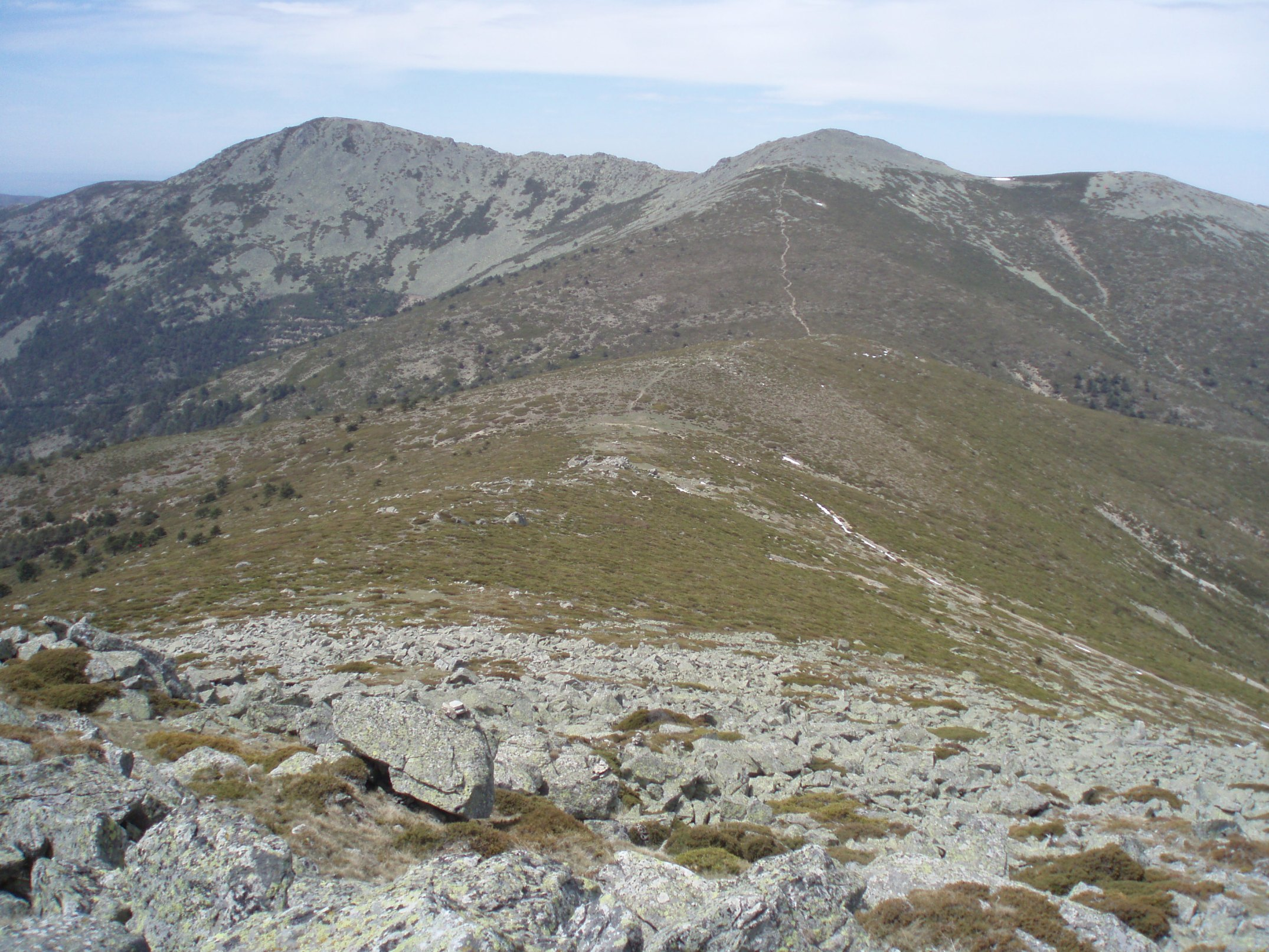
Montanhas da Mulher Morrida vistas desde a cume do Montão de Trigo.
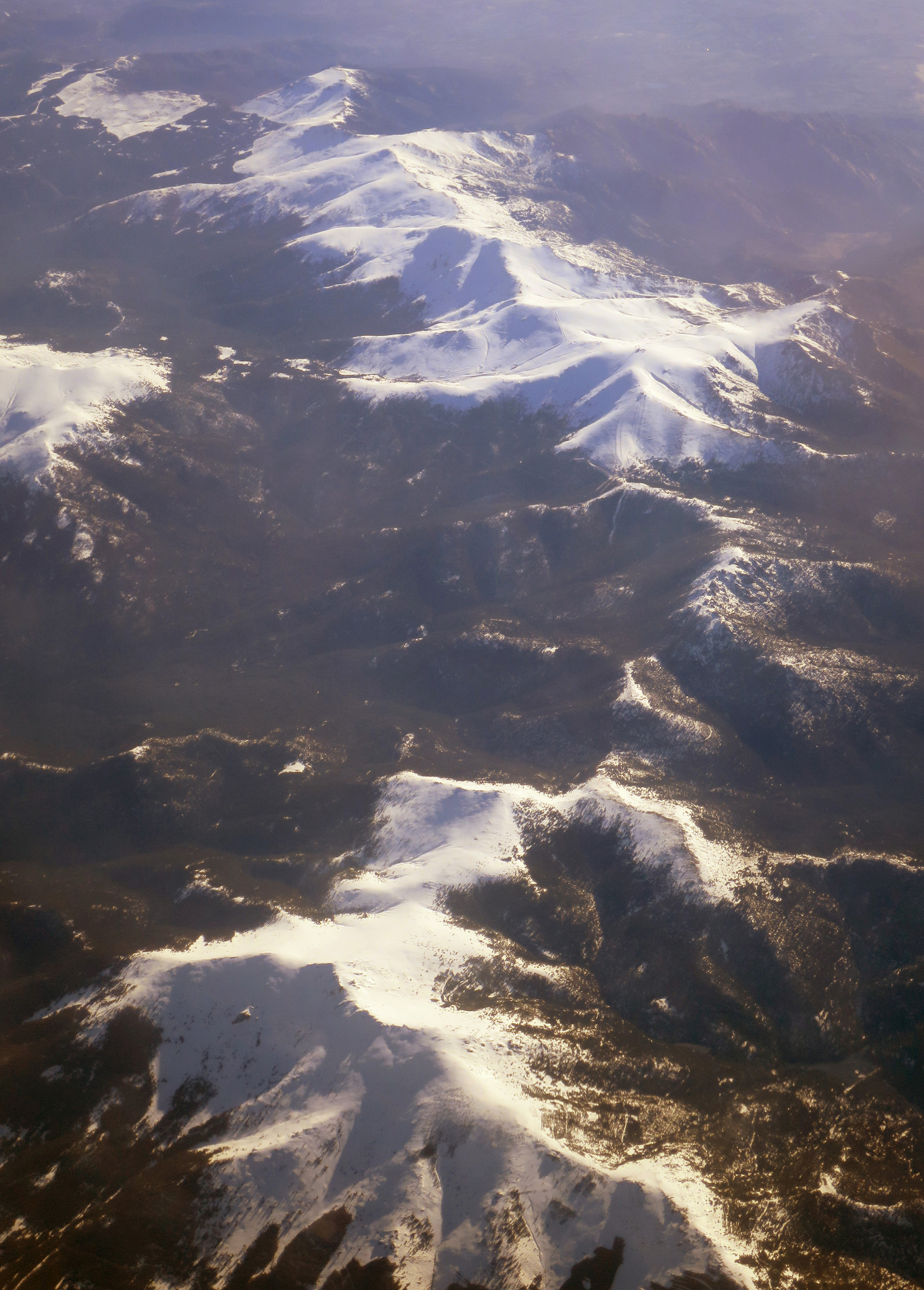
A Mulher morta e a Corda Longa.